# 我的腦內戀礙選項
《我的腦內戀礙選項》（日语：俺の脳内選択肢が、学園ラブコメを全力で邪魔している，原意「我的腦內選項正在全力妨礙學園戀愛喜劇」），簡稱腦內戀礙、戀礙選項或腦礙，是由春日部武所執筆的輕小說作品，封面與內頁插畫為ユキヲ所畫，並且於2013年秋季推出動畫。
2016年2月1日，角川書店發售小說最終第12冊。

## 故事簡介
私立晴光學園二年級生甘草奏是名長相俊秀的男生，但由於腦中不時會出現絕對選項之故，而被周遭的人當成變態來看待，於是過著苦難的生活。“绝对选项”是一种会突然出现脑中，不选就不消失的悲惨诅咒；通常要人被迫做变态之举的选择，但若置之不理，头就会承受超乎想像的痛苦。于是令到他整天行為举止怪异，被列为“五黑”（指黑名单的前五位）之一。然而，在如此饱盡別人白眼的校園生活中的某天，絕對選項再次出現之際，卻讓一名美少女從天而降，同時帶來了解除絕對選項詛咒的機會……

## 登場人物

### 主要角色
甘草奏（聲：豐永利行、葉山郁美（女性化））
本作主角。學園「五黑」之一，女性化時的暱稱為「奏兒（カナリン）」。
雖然擁有一張多數男性想交換的驚人帥臉，學業成績及運動能力也算不錯；然而腦內卻時常會無預警地出現二選一（但有時選項會超過兩個）的絕對選項，一旦選擇了就絕對必須實行，倘若不選擇則會遭到有如腦漿被挖出來一般的劇烈頭痛，由於選項多半是「糟糕」以及「更糟糕」的選擇（偶爾還會出現莫名其妙的第3或4個選項），因此在外人眼中他是個時常會做出變態行為的男性，經歷過的女生慘叫洗禮是全校第一。
班上男生對他的評語是「可惜的帥哥」，女生對他的看法則是「並非打從心裡討厭，也覺得基本上是個好人，但是發作時跟平常差距太大而感覺有點噁心」，在黑白對抗賽時被主持人戲稱為「顏面詐欺師」，另外，全班同學都知道他是處男。
裘可拉（聲：佐土原香織）
神明為了解除詛咒而送到奏身邊的金髮藍眼怪力美少女，但是她本來應該前往平行世界協助另一個甘草奏（本名阿·馬庫薩·迦納圖爾，甘草奏為該人的別名），卻因為不明原因而被誤送到這個世界，由於失去記憶的關係，裘可拉這個名字是從巧克力的法語發音臨時取的名字。目前以課業輔導寵物的名義，跟甘草奏同班。
由於神明設定的關係，思考正面，個性樂天，原本是相當優秀的神之僕人，在某天因為不明原因而失去記憶後個性也發生變化，開始過著整天玩耍跟大吃的懶散生活。說話只會用平假名，個性與狗類似，頭上的呆毛與狗尾巴一樣，所有的人（包括學校所有的男女）看到她就立刻把她當成可愛的寵物，具有讓人贈送食物與點心的能力，由於神的僕人能量耗損很低，本來不太需要吃東西，但是她失憶後卻變成了食慾魔神，具有非常驚人的食量。
雪平富良野（聲：近藤唯）
學園「五黑」之一。
奏的同班同學，髮色略白的冷酷貧乳美少女，戴著羊駝髮夾，平日舉止是個時常口出下流惡言的毒舌女，實際上卻是個喜歡可愛東西的文弱女孩；平常口出惡言時語氣冷酷，但說出真心話時聲音則非常可愛；是反差萌的代表角色。
由於一緊張就會無法控制地說出過份的言語，對此常常感到後悔的她，每週會躲起來舉行一次「一人反省會」，奏第一次目擊時被她攻擊了「能消除最近五分鐘記憶的穴道」而失去了目擊過程的印象，第二次目擊時則因為絕對選項的關係而再次失去相關記憶，同時奏電腦中名為「哲學者之道」的秘密資料夾也跟著莫名其妙地消失。
對奏有好感，但因自知平時的言行怪異而不敢坦率表達，只好以傲嬌的態度應對。會對奏使用肢體暴力，不過大多是吃醋或不好意思造成的。
遊王子謳歌（聲：辻步美）
學園「五黑」之一。
奏的同班同學。世界級大企業UOG的千金小姐。有著黑亮長髮、秀氣外表、一流身材、學業頂尖、運動全能，有令人驚嘆的記憶力、天分、觀察力、力量、耐力、速度、身體柔軟度及平衡感，運動能力甚至超越絕大多數的男生，爬進高層教室窗戶是家常便飯；不過一開口就會跟吵鬧的小學生沒兩樣，思想十分线性，想做就做，基本就是一个吵闹的小孩子，脑中装着这个主意（以搞怪为主），不過对自己怪异行為不以为然，唯独对被看到內裤一事感到十分羞涩。喜欢吃咖哩和汉堡，喜欢看动画和特摄，讨厌做功課及寫閱讀報告。平日常常會做出許多難以預測的行為，例如說對同校學生、甚至是自己的母親使用被UOG廢案的試作產品，產品開發者則正是她本人。不是会自恃家境富裕的人，而且她们家在金钱方面并不放纵，一个月的零用钱顶多五千出头。
道樂宴（聲：矢島晶子）
29歲，奏高一與高二的級任導師。臉蛋、體型與穿著看起來都跟小學生沒兩樣。
行為相當地粗野暴力，渾身散發叛逆氣息，在學園中有如身處兔群中的猛獸，過去曾有「絞殺之宴」的恐怖外號，學生會副會長獅子守想牙以「大姐頭」稱呼她，不過她對這個稱呼相當反感。她的形象一點都不像老師。
少數知道奏絕對選項秘密的人，原因則是因為她過去也是這種現象的受害者，雖然她已經擺脫了絕對選項的詛咒，但是相關的限制還留著，因此無法對其他人透露相關情報，即使是對同為受害者的奏也只能透露一部份，再想多說就會因為劇烈頭痛而被迫停止；相對地，奏也只能對她透露自身一部份的詛咒情報。

### 晴光學園

#### 五白
柔風小凪（聲：味里）
就讀2年15班，謳歌的朋友兼一年級時的同班同學，學園白名單第三名（別號「脫線萌第三」）的青澀美少女。有著甜美的嗓音與可愛的笑容，全身散發著微風般的溫柔氣息，可說是人如其名，有如學園偶像般的存在。
個性嚴重脫線，奏用「會走動的男性妄想」來形容她，但是卻無法讓周遭女性對其反感，反而將其當成有點笨拙的妹妹般看待（奏認為如果她是妹妹的話，一定會成為妹控）。謳歌被奏私下批評為「齷齪的純真」，小凪則是「美好的正統純真」。
由於柔風親衛隊的關係而很少與男性有進一步接觸，因此對男性缺乏相關知識與戒心，並被家人及朋友謳歌擔心，後來在謳歌的幫助下與奏成為朋友。
獅子守想牙（聲：近藤孝行）
晴光學園學生會副會長，學園白名單男性榜首。散發著狂野氣息，桀驁不馴的超級帥哥，同時也是個運動萬能，成績優異的學生，性能可以跟遊王子謳歌並列頂尖。
家中有五名各差一歲（從小六到高一）的妹妹，由於自小整天被妹妹們纏住的緣故，而無法與喜歡他的女孩相處，因此對妹妹十分頭痛，也因為這個緣故，將自己定位為全人類妹妹的搖木，對他而言就有如天敵般的存在。
曾經因為絕對選項的關係而對奏告白，事後相關的記憶完全消失，動畫版中則逃過了這悲慘的命運。
愛稱道樂宴為宴大姐頭。
黑白院清羅（聲：五十嵐裕美）
三度蟬聯白名單后冠（別號「完美無缺的不敗第一」）的學生會長，容貌、身材與氣質都無可挑剔的美少女，同時有著略為淘氣的可愛個性，以及彷彿能夠輕易擄獲人心的溫吞語調，但是可以很腹黑，奏被她整到很怕她。另外，有著一頭極長的頭髮，長到只要稍微後仰，頭髮就會碰到地面。
少數知道奏身上絕對選項秘密的人之一，曾經以神秘的力量讓奏見到詛咒未解除的悲慘未來，真實身份為司掌「戀愛」之神的僕人，受神指示前來人界，任務目標則是讓奏懂得戀愛（然而這並非神的最終目的），為了達成任務，她已經觀察了數百年人類戀愛時的場景。
麗華堂絢女（聲：松嵜麗）
就讀2年10班，學園白名單第五（別號「胸神第五」）的爆乳美女，有著高傲外表與看似難以接近的氣質、重度S的發言，自尊心頗高，這一切全都是受到從小住在她家隔壁的男生所影響而造成的。
大得誇張的胸部裡面事實上植入了矽膠（動手術的理由也是因為隔壁青梅竹馬男生的喜好），奏因為絕對選項而意外得知了這個秘密，雪平則在親自搓揉過後發現了這個事實（不過雪平還是替她保住秘密）。
小說第7冊中，跌出五白名單。
西野葵（聲：宜野座新）
三年級生，學園白名單男性第四名，由於模樣中性外加動作有如女孩子般秀氣，再加上本身有著誘發保護慾的可愛外表，因而在人氣投票時贏得了不少男性票數，在學園中又被稱為「葵公主」。
曾經因為絕對選項的關係而對奏告白，事後相關的記憶完全消失。
爽星素直
二年級女生。
本來是女性五白之一的第二名，但後來被選為五黑之一。
外表一流、身材也很好，表面上是個個性很好的女生，但實際個性卻很惡劣、毒舌，她知道很多人的弱點，用來威脅知道她本性的人。她威脅同學的內容被竊聽，被播放給全校，因此被選為五黑。
曾被奏以毫無心機的心態說她可愛而驚慌失措，因為過去都沒有聽到心態純粹的讚美，所以很不擅長面對。後來在偽裝被揭發時，奏為了掩護她而自毀形象以轉移眾人目光。自此之後，對奏抱持著感謝與好感，但是表象上仍是不坦率。
琪琪茹·紐咪乳
三年級生，學園白名單女性第四名，有著歐美人士的外表以及不輸麗華堂絢女的天然巨乳，堪稱晴光學園中的正牌乳后，卻不知為何喜歡在話裡加些中國系的「兒」；但這樣的東西失調說話方式卻讓人覺得可愛，待人又相當熱情，非常受人討喜。
小說第7冊中登場，知道甘草奏是五黑之一也聽聞他許多事情，仍然對他展現熱情的態度。

#### 五黑
夢島烏（聲：岩崎征實）
三年級生，學園「五黑」之一。
五黑當中首屈一指的怪人，在黑白對抗賽前初登場時臉上纏滿著繃帶，繃帶上還用毛筆寫了個「烏」字，身上穿的不是制服而是傳統黑色學生服，而且從頭到尾沒說過半句話，但是在這之前卻沒有他從不說話以及纏繃帶的傳聞。
黑白對抗賽擔任副將，在主持人介紹參賽選手時自取滅亡而負傷並中途退出，動畫版則以「烏鴉（カラス）叫了所以我回去了」的意義不明理由中途開溜，最後由裘可拉臨時代替其出場比賽。
密秘
三年級生，學園「五黑」之一。
別名「戀愛破壞者」，學園內甚至有傳聞「有女朋友的人千萬不要接近她」，一頭波浪長髮與相當暴露的穿著為其特徵，全身上下散發著強烈的費洛蒙，十分性感妖豔的美女，平日言行則有許多兒童不宜的字句，自稱全身都是猥褻物。能夠看出女生和男生的弱點，令人動彈不得，也因為看過很多人談戀愛，可以察覺人的戀愛之心到什麼程度。曾被黑白院清羅拜託，令奏愛上任何一個人，由於奏的心裏沒有一絲戀愛情感，因此失敗了。
雖然被稱為「戀愛破壞者」，實際上卻從來沒有刻意破壞他人戀情的想法，反而以觀察他人戀情為樂，但是當她興起「想看這個人戀愛的表情」的想法後，身體會動得比腦筋還快，無法滿足旁觀的她，喜歡親身導出目標對象更強烈的愛，以求見到其更加燦爛的表情，結果則總是導致情侶因此分手，當女方登門興師問罪時，她甚至能讓對方暫時愛上她。
小說第7冊中由五黑跌落。
解川真理咲
學園「五黑」之一。
強烈的追求知識，因此做出各種怪異的舉動，而成為五黑之一。她也觀察出奏的噁心行為並非自願。
小說第7冊中由五黑跌落。
爆之內火戀
學園「五黑」之一。有著一頭紅髮，此外說著關西腔。
為了理解戀愛而做出各種誇張的舉動。

#### 其他角色
吉原桃夜（聲：山本和臣）
一年級新生，被視為下期五白的強力候選人，興趣、喜歡的東西以及人生目標都是女孩子，入學只是兩個月就已經與十名女學生交往，而這十人之間完全沒發生任何紛爭，其手段堪稱極為高明。
在學園黑白對抗賽前夕登場時，對裘可拉一見鍾情，甚至當場向她求婚。
在動畫版中，則已經成為了五白的人。
箱庭搖木（聲：大空直美）
奏的青梅竹馬，由於父親被調到美國而舉家遷移，但之後又因為父親被調往非洲某國家（背景疑似是肯尼亞及坦桑尼亞邊境的乞力馬扎羅山），由於當地沒有高中而回到日本就學。
特殊性的「妹控」，不是對妹系人物特別偏愛而是執著於將自己定位為妹妹的奇異個性，對任何人不論年齡均會加上哥哥或姊姊的稱呼，反之如果被人稱為姊姊時便會有極度的厭惡感。
在煽動群眾與操弄人心方面的能力非常優秀，國中時幾乎被全校師生（不分男女及年級）當成妹妹並加以崇拜，甚至差點釀成學級崩壞，與麗華堂絢女操弄受虐男的能力相抗導致時常發生衝突
本人稱雖然對任何男性均會加上哥哥的稱呼，但其表示只有奏是正兄。
雖然到了高中仍是很受崇拜的「妹妹」，但在小說第7冊被選為五黑之一。
班長（聲：藏合紗惠子）
二年一班的班長，對所有人都很和氣的眼鏡美女，本名陽交差月。
常有人私下謠傳如果她改戴隱形眼鏡，將會是有可能登上五白的潛力股。
曾經因為奏太過遲鈍而對其發過脾氣。
在小說第7冊被選為五白之一，而且還是在沒有正式參賽的情況下當選。
藤堂櫻（聲：蓮岳大）
三年級生，柔風親衛隊的隊長。
名字很秀氣又很女性化，但是本人卻是個濃眉大眼的壯漢，對於接近柔風的奏抱持著強烈的敵意，並多次夥同隊員們對其施行私刑。
雖然身為親衛隊隊長，私下卻做出了違反隊規的行為——匿名送禮物給親衛隊所守護的對象柔風，而且每次送禮物時還會附上一首自己親手寫的情詩，不過文采實在不怎麼樣，導致神與奏通電話時，還將此事拿來私下取笑。
謳歌因為某些原因發現了這個秘密後，曾經以此拿來威脅他，一如預期地得到了令人非常滿意的成效。
山田同學
一年級的新生，嬌小的女性。
在小說第7冊中，由於甘草奏如正常人般的表現，導致他的人氣在一年級中突然暴增，於是她搶先寫了信，請甘草奏到體育館，並對他告白，不過之後被甘草奏拒絕，當時她寫的文言字句猶如武士般的語言加上工整的毛筆字，讓甘草一開始誤以為是男性寫的挑戰書甚至誤以為可能是GAY所寫。
愚呂澤明奈
奏的同學，戴著眼鏡的女學生。話劇社成員，將來的夢想是成為電影導演。
四葉紙伊緒乃
校慶之後轉學到奏班上的學生。容貌與天上空相似，也清楚絕對選項與神的事情，被天上空的意識注入其體內，導致其體內擁有自己的人格及天上空的人格，第9冊初登场并与爽星素直交谈，並在第9冊末成为奏所在班的转学生。表示会保护甘草奏，不会让“那个人”（指天上空）随心所欲。第11冊表明四叶纸是被天上空创造出来的人格，是天上空創造出來的虛擬人物。

### 主角群的家人
甘草虎兒郎
奏的父親，他的言行讓奏成為吐槽體質。
甘草調
奏的母親，言行比老公更嚴重，也是讓奏成為吐槽體質的原因。
夫妻倆在兒子及眾人面前，還表現得不像夫婦、而是剛陷入熱戀的情人。
遊王子響歌（聲：佐佐木望）
謳歌的母親，20年前為紅極一時的知性型偶像歌手，與謳歌的父親結婚後引退，最近才再度出現在螢光幕前，在新聞等節目中擔任解說，有著冰山美人般的氣質。雖然已為人母，女兒也已經16歲，外表看起來卻仍然只有二十歲左右。
根據謳歌的說法，有著極度受虐癖，很喜歡當別人的實驗品或白老鼠，謳歌曾經對其實驗過「如狼似虎Z」以及「掀裙神油」等等UOG未上市產品。
遊王子謳真
謳歌的父親，外表看起來也只有接近三十歲，非常寵愛女兒的UOG現任社長，身為大企業家卻是個怪人，與女兒一樣，有驚人的體力、像小孩一樣愛玩及有施虐癖。曾經因為一時衝動買的鑽石弄丟了，考慮到機會難得而假扮成帶著槍（當然是模型）的情報員來找，理由是這樣找起來比較有氣氛，當時他以這副模樣找上了意外得到鑽石的裘可拉，但因為玩笑開過頭，因此被她一腳踢掉槍，整個人還被她扔飛出去，甚至最後還吃了帕羅特攻。
喜歡虐待及辱罵老婆，不過這是夫婦倆感情很好的表現。
當著全班面前說不會把女兒交給奏，他只會把女兒交給比他更不正經的怪人。
雪平大地
富良野的父親，身材高瘦長相端正，深愛老婆，卻喜歡用下流的色情言語來調戲她，遭到對方以惡毒言語回應時反而會感到開心，富良野發言下流是受到他的影響。
在得知自己女兒有喜歡的對象後，一反常態地以正常人的言論鼓勵她。
雪平留萌
富良野的母親，有著一頭及腰的柔順白長髮，深愛老公，與女兒之間的感情亦相當深刻。
言語雖然很惡毒但實際上並沒有惡意，富良野高中轉校後下意識地模仿了印象最深刻的對象，因此平日的惡毒發言完全是受到她的影響。母女外表很像，但母親是巨乳，女兒是貧乳，富良野很在意這點。

### 學園外角色
神（聲：立花慎之介）
將裘可拉派來協助解除奏身上詛咒的八百萬諸神中的其中一名，言談個性有如痞子一般，初次與奏通電話時被奏懷疑身份，而將奏暫時變成女孩子。因為是臨時接下目前的工作，所以其實他對詛咒方面的知識尚未完全掌握，而接任的原因則是「上一任神明懷了有婦之夫的孩子而被當狐狸精看待，大受打擊之下把自己關在家裡不出門」。
身為神明的他雖然有能力改變世界的法則，但是對於「原本不存在於該世界的法則」則無能為力，因此無法直接解除絕對選項的詛咒。
一開始宣稱任務是自己給予的，後來說法卻變成「給予任務的神是誰，他也不知道」，之後則調查出給予選項與任務的神明為司掌「戀愛」的神明，同時也查出這名神明目前失蹤中。
天上空
本名為天野神空，是甘草奏在國中時代（三年前）的初戀對象，因為玩弄了奏的感情（先讓奏愛上她，然後告訴奏她一點也不愛他，並強吻奏），導致奏的身體及潛意識為了保護自己而遺忘這段記憶，無法再愛上任何人，奏在回想起這件事以後，還會對戀愛感到噁心想吐。有不同的證據証明她是司掌「戀愛」的神明，例如：能取消絕對選項，知道廟會的事，對奏說出絕對選項，並曾說出不理解戀愛，但很喜歡觀看人類戀愛（和痞子神調查出的一樣），在小說第7冊中已證實她就是司掌「戀愛」的神明，也是把詛咒強加於奏與道樂宴的罪魁禍首。而在第11冊再度出现以裘可拉和四叶纸两人的性命威胁奏选择四叶纸，但四叶纸是被天上空创造出来的人格，选择四叶纸等於选择天上空，之後天上空试图消灭讴歌等人对甘草奏的感情与记忆，但最终由于恋碍选项的化身出现救了甘草奏而失败。
把奏當成所有物，想要讓奏愛上別人並剝奪他。
個性極度惡劣，除了利用詛咒摧毀許多人的人生外，她派去幫助受害者的僕人也會在詛咒解除後死亡（人格被洗掉、肉體再輸入另一個人格，與死亡無異）。
向奏告白被拒後，意識到自己擾亂了眾人人生的罪孽，把身體還給四葉纸後選擇了自首，最終受罰遭到囚禁。
權藤大子（聲：古城門志帆）
49歲，住在奏家隔壁，擁有三位數體重的重量級中年女性，有著與年齡不符的打扮（塗抹顏色鮮豔的口紅及用緞帶綁著雙馬尾），據說其過世的丈夫年輕時和奏長得一模一樣。
實際身份是外星人，類型為意識共享的群體生命體，會將分身送到銀河各個角落，以獵捕帥哥為生存目的。

### 動畫登場
片戀希（聲：早見沙織）
OVA（第11話）登場。美少女遊戲「單戀☆少女（カタオモイ☆乙女）」女主角之一，主人公是運野命人，另外的女主角是毒蝮沙希（毒蝮サキ），由遊王子謳歌扮演；星空牛奶（星空ミルク），由雪平富良野扮演；帕露菲（パルフェ），由裘可拉扮演。
春原陽（聲：村瀨步）
OVA（第11話）登場。戀愛遊戲「單戀☆少女（カタオモイ☆乙女）」主人公的好友，之後因甘草奏選項而成為女孩子。（選項為一「由成為女孩子」、 二「由成為女孩子（幼女蘿莉）」）。
遊戲旁白（聲：佐久間玲）
OVA（第11話）登場。美少女遊戲「單戀☆少女（カタオモイ☆乙女）」解說。

## 名詞解釋
絕對選項
由詛咒的受害者甘草奏所命名，被神明批評名字充滿中二風格的奇異詛咒。
這種詛咒會無預警地在腦海中出現2個或是超過2個非選擇不可的選項，假使不做出選擇就會讓當事人感受到劇烈頭痛的苦楚，一旦做出選擇後選項痛楚就會消失，而選項則完全無視物理法則，無論內容有多麼荒謬，選擇後必然成真。
選項大致上分為三種類型：
第1種是會影響本人的言語與行動，出現頻率非常高。
第2種會影響受詛咒者以外的人，而受影響的人在行動後會失去相關記憶。
第3種是選了之後才曉得會發生什麼事，但這一類多半內容抽象，危險度極高。
奏要破解詛咒的方法是愛上某人，他從國中開始就無法感受愛情；奏甚至會對裘可拉、謳歌、富良野表白：把她們當朋友般的喜歡，但是無法愛上她們任何一個；詛咒的來源則是掌管「戀愛」的神明（天上空），然而祂同時也為了讓奏感受愛情，而派出自己的僕人前往人界協助他。
五黑
晴光學園每年在期初和期末舉行類似校園選美的人氣投票，從全校45個班級中選出人氣最高的學生五男五女共十人，為白名單。
與此相反的票選則為暗黑排行榜，同樣選出男女各五名，條件則為公認相貌出眾，但是個性令人避之唯恐不及，學校中沒人敢交往的黑名單，簡稱五黑。
目前的五黑是在上學年的三月選出，故事開始時為新學年的五月，其中一人已經畢業，因此只剩下九個人，五白因為同樣原因亦剩下九個人。由於奏等人所處的二年一班當中，五黑成員多達三名，外加班上無人入選白名單，因此被戲稱為悲劇班。
任務
每隔一段時間會有訊息傳送到奏手機中，指示其在特定的時限與地點完成某些要求，雖然任務內容跟解除絕對選項詛咒看起來半點關係也沒有，但是只要任務失敗一次，一生就再也無法擺脫詛咒，完成任務則會讓絕對選項逐漸產生變化。不過實際上對破解詛咒沒關係，因為只要奏一愛上人，詛咒就會馬上解除。
與奏時常通電話的神，以及給予任務的神，兩者並非同一位神明，前者自稱掌管公主店，後者掌管戀愛。

## 出版書籍

### 輕小說
《我的腦內戀礙選項》輕小說版由ユキヲ負責插畫。日本由角川書店出版。
| 冊數 | 角川書店                   | 角川書店                                                | 台灣角川                    | 台灣角川                                              |
| 冊數 | 發售日期                   | ISBN                                                    | 發售日期                    | ISBN                                                  |
| ---- | -------------------------- | ------------------------------------------------------- | --------------------------- | ----------------------------------------------------- |
| 1    | 2012年2月1日               | ISBN 978-4-04-100181-3                                  | 2013年3月23日               | ISBN 978-986-325-250-4                                |
| 2    | 2012年6月1日               | ISBN 978-4-04-100307-7                                  | 2013年5月22日               | ISBN 978-986-325-358-7                                |
| 3    | 2012年11月1日              | ISBN 978-4-04-100541-5                                  | 2013年9月23日               | ISBN 978-986-325-580-2                                |
| 4    | 2013年4月1日               | ISBN 978-4-04-100720-4                                  | 2013年11月20日              | ISBN 978-986-325-648-9                                |
| 5    | 2013年7月1日               | ISBN 978-4-04-100891-1                                  | 2014年1月8日                | ISBN 978-986-325-724-0                                |
| 6    | 2013年10月1日              | ISBN 978-4-04-101022-8                                  | 2014年3月19日               | ISBN 978-986-325-847-6                                |
| 7    | 2014年2月1日               | ISBN 978-4-04-101197-3                                  | 2014年8月7日 2014年8月21日  | EAN 471-5109-12406-4（限定版） ISBN 978-986-366-043-9 |
| 8    | 2014年6月1日 2014年5月26日 | ISBN 978-4-04-101432-5 ISBN 978-4-04-101053-2（限定版） | 2014年12月13日              | ISBN 978-986-366-270-9                                |
| 9    | 2014年10月1日              | ISBN 978-4-04-101697-8                                  | 2015年6月27日 2015年7月24日 | EAN 471-5109-12814-7（限定版） ISBN 978-986-366-540-3 |
| 10   | 2015年4月1日               | ISBN 978-4-04-101696-1                                  | 2015年11月11日              | ISBN 978-986-366-792-6                                |
| 11   | 2015年8月1日               | ISBN 978-4-04-103541-2                                  | 2016年2月3日                | ISBN 978-986-366-944-9                                |
| 11.5 | 2015年12月26日             | ISBN 978-4-04-103956-4                                  | 2016年9月5日                | ISBN 978-986-473-301-9                                |
| 12   | 2016年2月1日               | ISBN 978-4-04-103542-9                                  | 2017年2月13日               | ISBN 978-986-473-509-9                                |

### 漫畫
《我的腦內戀礙選項》漫畫版由一葵さやか所畫，日本由enterbrain出版。全5卷。
| 冊數 | enterbrain     | enterbrain             | 台灣角川      | 台灣角川               |
| 冊數 | 發售日期       | ISBN                   | 發售日期      | ISBN                   |
| ---- | -------------- | ---------------------- | ------------- | ---------------------- |
| 1    | 2013年7月13日  | ISBN 978-4-04-729029-7 | 2015年1月10日 | ISBN 978-986-366-291-4 |
| 2    | 2013年10月15日 | ISBN 978-4-04-729205-5 | 2015年3月25日 | ISBN 978-986-366-416-1 |
| 3    | 2014年6月13日  | ISBN 978-4-04-729695-4 | 2015年8月19日 | ISBN 978-986-366-670-7 |
| 4    | 2014年11月15日 | ISBN 978-4-04-730061-3 | 2015年12月9日 | ISBN 978-986-366-848-0 |
| 5    | 2015年6月15日  | ISBN 978-4-04-730555-7 | 2016年5月26日 | ISBN 978-986-473-116-9 |

《我的腦內戀礙選項H》由長谷見亮負責作畫。。
| 冊數 | 角川書店       | 角川書店               |
| 冊數 | 發售日期       | ISBN                   |
| ---- | -------------- | ---------------------- |
| 1    | 2013年10月26日 | ISBN 978-4-04-120876-2 |
| 2    | 2014年5月26日  | ISBN 978-4-04-101740-1 |

## 電視動畫
由2013年10月9日至12月11日的深夜時段於TOKYO MX等電視台放送。

### 製作人員
- 原作：春日部武（角川Sneaker文庫連載）
- 監督：稻垣隆行
- 系列構成：金杉弘子
- 角色原案：
- 角色設計、總作畫監督：齊田博之
- 主動畫師：野田康行、原由美子
- 美術監督：阿部行夫
- 背景：Jack
- 色彩設定：上村修司
- 攝影監督：伊藤康行
- 編輯：岡祐司
- 音樂：sakai asuka
- 音響監督：山口貴之
- 音響製作：DAX Production
- 音樂製作：MAGES
- 動畫製作：Diomedéa
- 製作：腦內喜劇製作委員會

### 主題曲
片頭曲「S・M・L☆」
作詞：桃井晴子，作曲：濱田幹浩，編曲：MACARONI☆，主唱：Afilia Saga
第10話作為片尾曲使用。
片尾曲
作詞：Ryoko，作曲、編曲：野村勇輔，主唱：TWO-FORMULA（佐土原香織 & 藏合紗惠子）
第10話作為片頭曲使用。
插曲「A part of you」（第一話）
作詞：小林貴子，作曲：梨木良成，主唱：小柳淳子

### 各話列表
次回預告的旁白由Afilia Saga的成員擔任。
| 話數           | 日文標題                      | 中文標題                        | 劇本     | 分鏡     | 演出     | 作畫監督                                                     | 次回預告 |
| -------------- | ----------------------------- | ------------------------------- | -------- | -------- | -------- | ------------------------------------------------------------ | -------- |
| 第1話          |                               | ①甘草奏的苦日常                 | 金杉弘子 | 稻垣隆行 | 稻垣隆行 | 空流邊廣子                                                   |          |
| 第1話          | ②甘草奏的不臭納豆             |                                 | 金杉弘子 | 稻垣隆行 | 稻垣隆行 | 空流邊廣子                                                   |          |
| 第2話          |                               | ①秘技！用豬笑話讓我笑翻         | 金杉弘子 | 稻垣隆行 | 稻垣隆行 | 德川惠梨 鈴木伸一                                            |          |
| 第2話          | ②異議！豬審判                 |                                 | 金杉弘子 | 稻垣隆行 | 稻垣隆行 | 德川惠梨 鈴木伸一                                            |          |
| 第3話          |                               | ①女孩 & 走光                    | 青島崇   | 森脇真琴 | 森脇真琴 | 川島尚、國行由里江 松尾真彥                                  |          |
| 第3話          | ②男式的內褲也要看？           |                                 | 青島崇   | 森脇真琴 | 森脇真琴 | 川島尚、國行由里江 松尾真彥                                  |          |
| 第4話          |                               | ①後宮太美妙                     | 山口宏   | 稻垣隆行 | 橋口洋介 | 熊膳貴志                                                     |          |
| 第4話          | ②世界上最舒服                 |                                 | 山口宏   | 稻垣隆行 | 橋口洋介 | 熊膳貴志                                                     |          |
| 第5話          |                               | ①妹妹，出現了                   | 金杉弘子 | 所俊克   | 所俊克   | 松尾真彥、梶浦紳一郎 岡本圭一郎、嵩本樹 西田美彌子、玉木慎吾 |          |
| 第5話          | ②胃，吃不消                   |                                 | 金杉弘子 | 所俊克   | 所俊克   | 松尾真彥、梶浦紳一郎 岡本圭一郎、嵩本樹 西田美彌子、玉木慎吾 |          |
| 第6話          |                               | ①虎虎虎！                       | 青島崇   | 小寺勝之 | 安藤健   | 岡本達朗、上野卓志 Kim Hee Gang Kim Dae Hoon                 |          |
| 第6話          | ②豬豬豬！                     |                                 | 青島崇   | 小寺勝之 | 安藤健   | 岡本達朗、上野卓志 Kim Hee Gang Kim Dae Hoon                 |          |
| 第7話          |                               | ①清羅出擊！                     | 山口宏   | 沖田宮奈 | 高島大輔 | 山崎輝彥、飯飼一幸 加藤里香、萩原圭太                        |          |
| 第7話          | ②清羅，請別脫衣服             |                                 | 山口宏   | 沖田宮奈 | 高島大輔 | 山崎輝彥、飯飼一幸 加藤里香、萩原圭太                        |          |
| 第8話          |                               | ①我家的食客哪有可能這麼賢慧！？ | 金杉弘子 | 森脇真琴 | 森脇真琴 | 小菅和久 西田美彌子                                          |          |
| 第8話          | ②我的陰謀哪有可能這麼厲害！？ |                                 | 金杉弘子 | 森脇真琴 | 森脇真琴 | 小菅和久 西田美彌子                                          |          |
| 第9話          |                               | ①心跳！全是美少女的泳裝大會     | 青島崇   | 福田道生 | 本多美乃 | 國行由里江、玉木慎吾 嵩本樹、北村友幸                        |          |
| 第9話          | ②肉彈！全是男人的肌肉大會     |                                 | 青島崇   | 福田道生 | 本多美乃 | 國行由里江、玉木慎吾 嵩本樹、北村友幸                        |          |
| 第9話          | ③陶器！全是繩文式的挖掘大會   |                                 | 青島崇   | 福田道生 | 本多美乃 | 國行由里江、玉木慎吾 嵩本樹、北村友幸                        |          |
| 第10話         |                               | ①人生是選擇的連續               | 金杉弘子 | 稻垣隆行 | 山本靖貴 | 松尾真彥、嵩本樹 中谷亞沙美、德永                            | 不適用   |
| 第10話         | ②人生是洗濯的連續             |                                 | 金杉弘子 | 稻垣隆行 | 山本靖貴 | 松尾真彥、嵩本樹 中谷亞沙美、德永                            | 不適用   |
| 第11話 （OVA） |                               | ①單戀☆少女                      | 金杉弘子 | 稻垣隆行 | 稻垣隆行 | 川島尚 富谷美香                                              | 不適用   |
| 第11話 （OVA） | ②肩膀沉重☆婆婆                |                                 | 金杉弘子 | 稻垣隆行 | 稻垣隆行 | 川島尚 富谷美香                                              | 不適用   |
| 第11話 （OVA） | ③一半同性戀☆一半男男戀        |                                 | 金杉弘子 | 稻垣隆行 | 稻垣隆行 | 川島尚 富谷美香                                              | 不適用   |

### 播放電視台
日本深夜動畫：下文記載的日本国内播放時間使用日本標準時間（UTC+9）表示。因為部分時間标识會採用30小时制，因此請留意这类超过24:00的时间，其實際播放時間為翌日清晨。
| 播放地區 | 播放電視台   | 播放日期                 | 播放時間（UTC+9）         | 所屬聯播網 | 備註       |
| -------- | ------------ | ------------------------ | ------------------------- | ---------- | ---------- |
| 東京都   | TOKYO MX     | 2013年10月9日－12月11日  | 星期三 25時00分－25時30分 | 獨立UHF局  |            |
| 兵庫縣   | SUN電視台    | 2013年10月9日－12月11日  | 星期三 26時00分－26時30分 | 獨立UHF局  |            |
| 福岡縣   | TVQ九州放送  | 2013年10月9日－12月11日  | 星期三 26時40分－27時10分 | 東京電視網 |            |
| 岐阜縣   | 岐阜放送     | 2013年10月10日－12月12日 | 星期四 25時45分－26時15分 | 獨立UHF局  |            |
| 三重縣   | 三重電視台   | 2013年10月10日－12月12日 | 星期四 26時20分－26時50分 | 獨立UHF局  |            |
| 日本全國 | BS11         | 2013年10月11日－12月13日 | 星期五 27時00分－27時30分 | 衛星電視   | ANIME+節目 |
| 千葉縣   | 千葉電視台   | 2013年10月13日－12月15日 | 星期日 24時30分－25時00分 | 獨立UHF局  |            |
| 神奈川縣 | 神奈川電視台 | 2013年10月13日－12月15日 | 星期日 24時30分－25時00分 | 獨立UHF局  |            |
| 埼玉縣   | 埼玉電視台   | 2013年10月13日－12月15日 | 星期日 24時30分－25時00分 | 獨立UHF局  |            |

### 藍光 / DVD
2013年12月27日開始發售。
| 卷 | 發售日         | 收錄話        | 規格編號  | 規格編號   | 規格編號   |
| 卷 | 發售日         | 收錄話        | 藍光      | DVD限定版  | DVD通常版  |
| -- | -------------- | ------------- | --------- | ---------- | ---------- |
| 1  | 2013年12月27日 | 第1話－第2話  | KAXA-7001 | KABA-10191 | KABA-10196 |
| 2  | 2014年1月31日  | 第3話－第4話  | KAXA-7002 | KABA-10192 | KABA-10197 |
| 3  | 2014年2月28日  | 第5話－第6話  | KAXA-7003 | KABA-10193 | KABA-10198 |
| 4  | 2014年3月28日  | 第7話－第8話  | KAXA-7004 | KABA-10194 | KABA-10199 |
| 5  | 2014年4月25日  | 第9話－第10話 | KAXA-7005 | KABA-10195 | KABA-10200 |

### CD
| 發售日         | 名稱                                               | 商品品番                               |
| -------------- | -------------------------------------------------- | -------------------------------------- |
| 2013年11月13日 | S・M・L☆                                           | YZPB-5020DVD(限定盤) YZPB-5033(通常盤) |
| 2013年11月27日 | 太陽と月のCROSS                                    | FVCG-1278(通常盤)                      |
| 2013年12月25日 | 俺の脳内選択肢が、学園ラブコメを全力で邪魔している | FVCG-1282(CD盤)                        |

## 外部連結
- 原作官網 （页面存档备份，存于）（日語）
- Fami通Comic Clear：《我的腦內戀礙選項》 （页面存档备份，存于） （日語）
- 電視動畫官網 （日語）
- 台灣角川《我的腦內戀礙選項》 （页面存档备份，存于）（繁體中文）